# ستيفن تورنر
ستيفن تورنر (بالإنجليزية: Steve Turner)‏ هو مجدف بريطاني، ولد في 17 سبتمبر 1964 في بارنستيبل ‏ في المملكة المتحدة.

## وصلات خارجية
- ستيفن تورنر على موقع الاتحاد الدولي للتجديف (الإنجليزية)
- ستيفن تورنر على موقع اللجنة الأولمبية الدولية (الإنجليزية)
- ستيفن تورنر على موقع أوليمبيديا (الإنجليزية)